# Sébastien Piqueronies
Sébastien Piqueronies es un jugador y entrenador de rugby francés.
Entrenador federal, se convirtió en entrenador de la selección francesa de rugby sub-20 en 2018. Lideró al equipo al título de doble campeón del mundo en 2018 y 2019 .
Piqueronies es el director deportivo y entrenador del equipo de la Section Paloise en Top 14 desde el 1 de mayo de 2021

## Biografía
Comenzó su carrera en el rugby en el Stade Aurillacois. Luego se unió al equipo de desarrollo de ASM Clermont Auvergne, donde jugó junto a destacados jugadores como Aurélien Rougerie y Xavier Sadourny. Desafortunadamente, sufrió una lesión en la rodilla durante su segunda temporada en la categoría Crabos, lo que le impidió obtener un nuevo contrato con Clermont. En consecuencia, se unió al equipo US Issoire en la categoría Fédérale 2
Obtuvo su CAPES, que es un certificado necesario para ser profesor de educación física en el nivel de educación secundaria en Francia, antes de ser colocado en disponibilidad para más tarde convertirse en entrenador remunerado en la Federación Francesa de Rugby.
Después de obtener su CAPES, jugó en el CSM Gennevilliers de 2002 a 2005, y también entrenó al equipo de rugby de Sciences-Po. Luego, jugó durante dos temporadas en el FCTT rugby antes de verse obligado a retirarse a los 25 años debido a lesiones recurrentes. En el año 2007, se incorporó al Lycée Jolimont en Toulouse como responsable del Pôle Espoirs de Toulouse. Durante los siguientes 5 años trabajando con los jugadores sub-17 en Toulouse, siguió de cerca el desarrollo de talentosos jugadores como Sébastien Bézy, Jean-Marc Doussain, Gillian Galan, Geoffrey Palis, Teddy Iribaren, Antoine Dupont, Florian Verhaeghe y Romain Ntamack.
Luego se convierte en entrenador en el Pôle France de Marcoussis y ejerce como entrenador del equipo de Francia sub-17 desde 2015 hasta 2016.
En 2017, es ascendido a ser el director técnico del equipo de Francia sub-19. Trabaja en conjunto con los entrenadores Sébastien Calvet y Aubin Hueber. En 2018, asume el cargo de director técnico del equipo de rugby de Francia sub-20. En este puesto, sucede a Thomas Lièvremont y trabaja junto a los entrenadores Éric Dasalmartini y David Darricarrère. En junio de 2018 y junio de 2019, lidera al equipo hacia el título de campeones del mundo de la categoría sub-20.
En 2020, se convierte en el nuevo director de la filial France Jeunes y deja su puesto como director del equipo de menores de 20 años a Philippe Boher. En este nuevo rol, supervisa los diversos equipos masculinos de jóvenes en Francia.
En 2021, deja la FFR (Federación Francesa de Rugby) y es nombrado como el director del equipo de la Section Paloise a partir de la temporada 2021-2022. Finalmente, se incorpora al equipo como director desde el 1 de mayo de 2021 para participar en el cierre de la temporada 2020-2021. En su papel en Béarn, se le encarga la tarea de desarrollar una generación de jugadores altamente prometedores, incluyendo a 4 campeones mundiales U20, al mismo tiempo que incorpora jugadores extranjeros experimentados como los ingleses Dan Robson y Joe Simmonds, y sobre todo la leyenda All Black Sam Whitelock, quien juega al lado de su hermano Luke.

## Premios
- Ganador del Mundial Sub-20 (2) en 2018 y 2019 con la selección francesa Sub-20.
- Ganador del Torneo Seis Naciones Sub-20 (1) en 2018 con la selección francesa Sub-20.

## Resultados como entrenador
| Estación    | Club            | División       | Puesto  | Clasificación | Copa de Europa | Desafío europeo      |
| ----------- | --------------- | -------------- | ------- | ------------- | -------------- | -------------------- |
| 2021 - 2022 | Section Paloise | Top 14 2021-22 | Manager | 10            | -              | Eliminado en piscina |
| 2022 - 2023 | Section Paloise | Top 14 2022-23 | Manager | 12            | -              | Eliminado en piscina |